# NGC 2877
NGC 2877 ist eine Galaxie vom Hubble-Typ Sa im Sternbild Wasserschlange südlich der Ekliptik. Sie ist schätzungsweise 319 Millionen Lichtjahre von der Milchstraße entfernt und hat einen Durchmesser von etwa 65.000 Lj. 

Im selben Himmelsareal befinden sich u. a. die Galaxien NGC 2861, NGC 2878, NGC 2897, NGC 2898.
Das Objekt wurde am 28. März 1864 von Albert Marth entdeckt.